# Volkskundemuseum (Brugge)

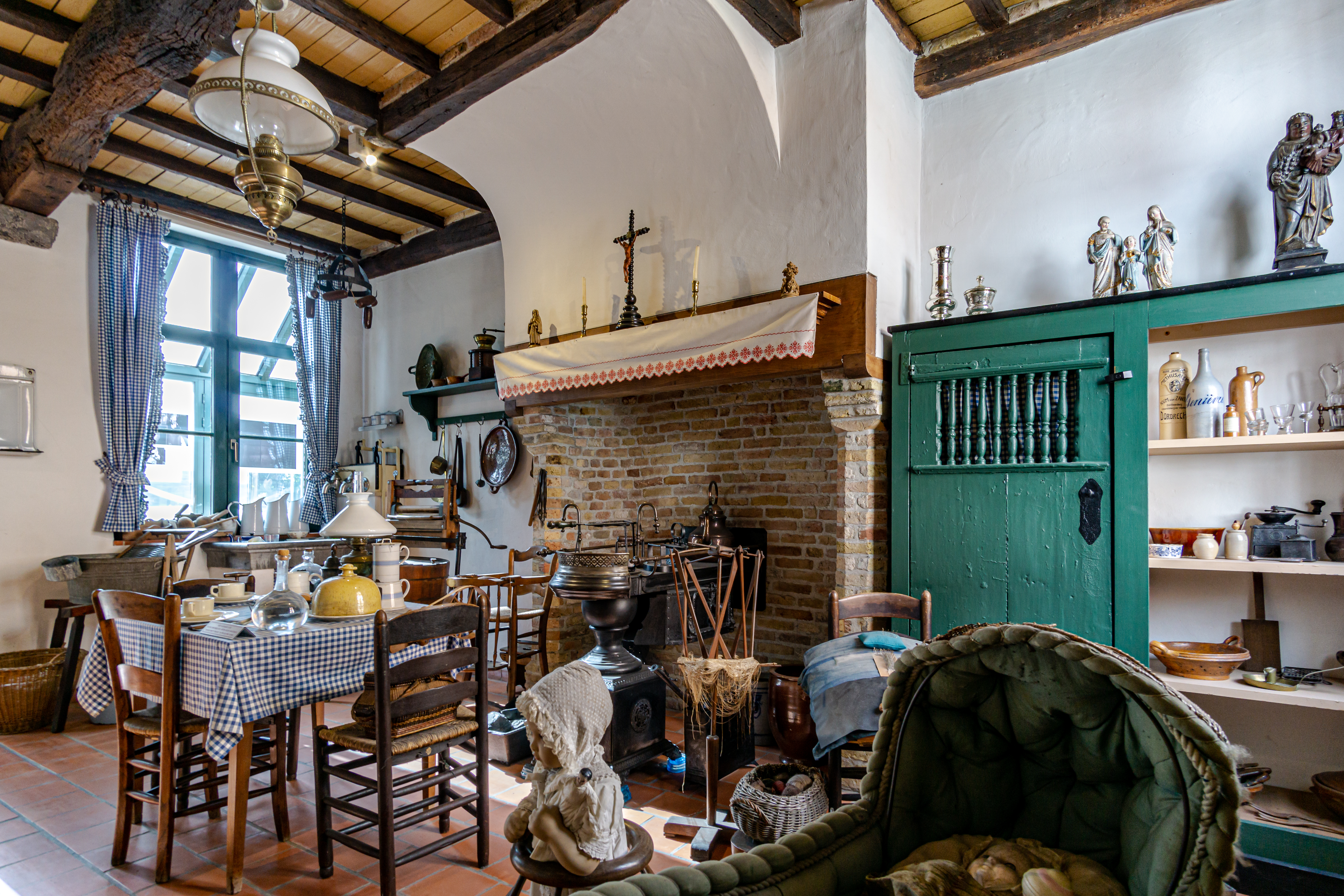
De woonkamer

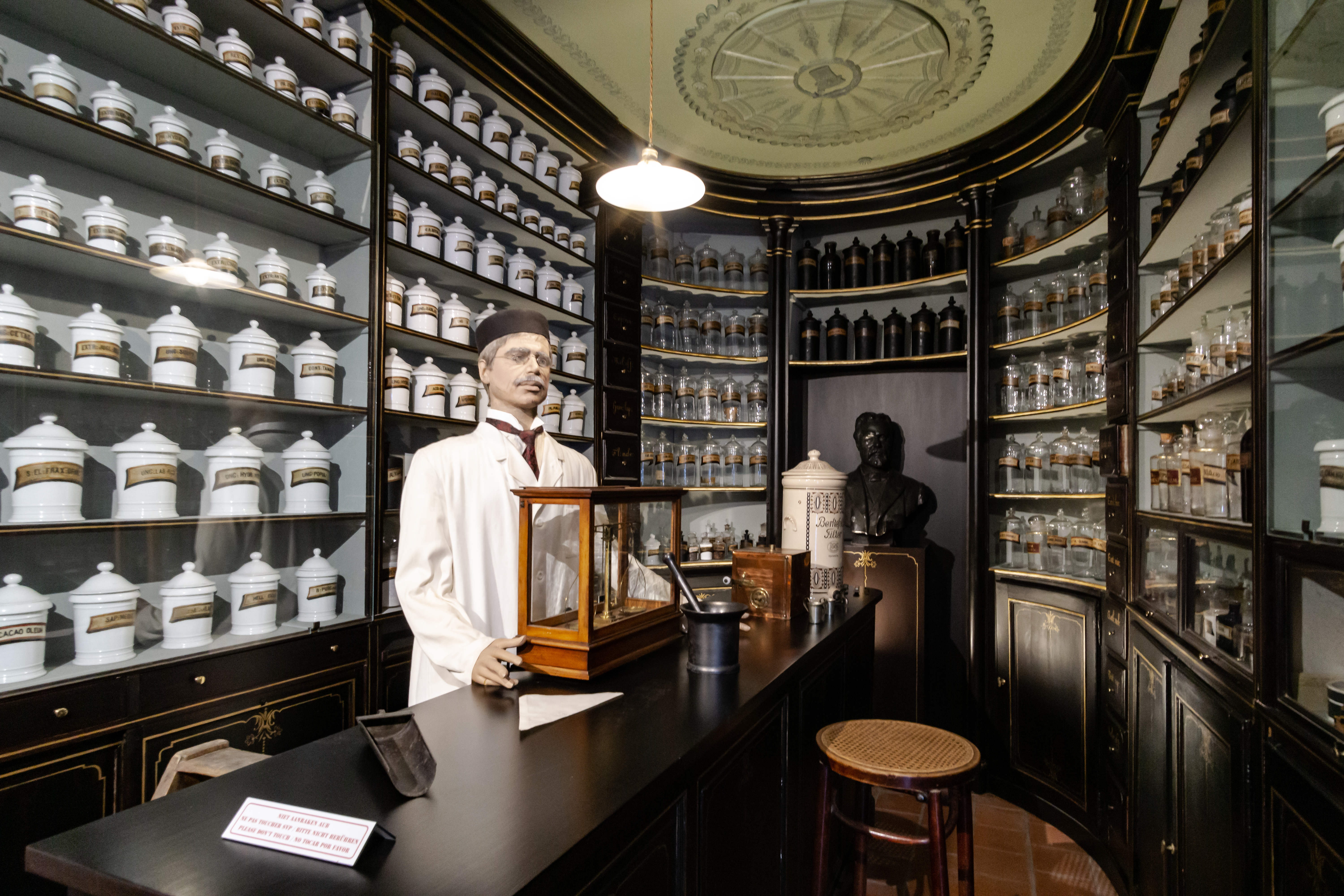
De apotheker

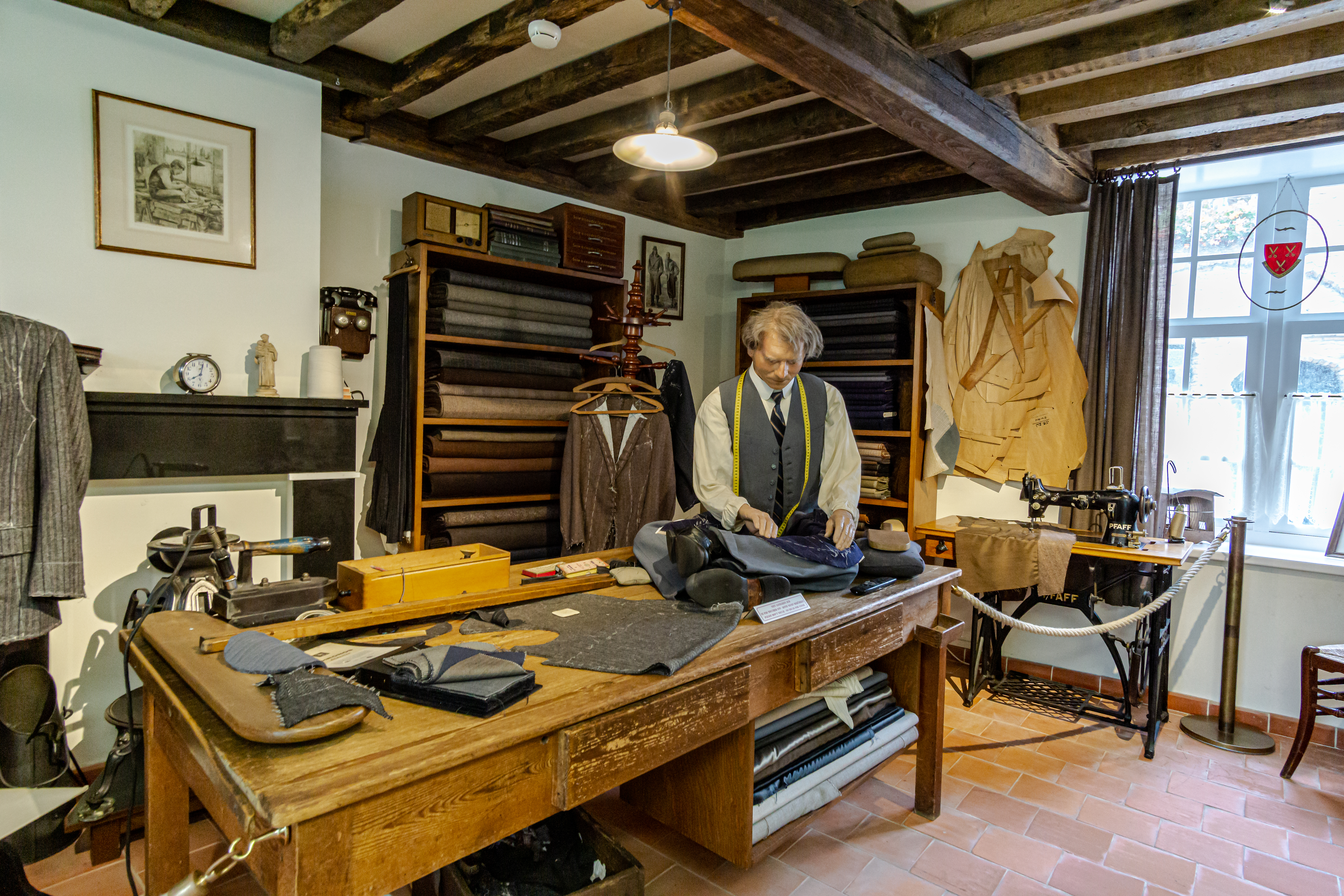
De kleermaker

Het Volkskundemuseum of Museum voor Volkskunde is een volkskundig museum in de Balstraat te Brugge en maakt onderdeel uit van Musea Brugge.

## Ontstaan
De dichter Guido Gezelle legde al in 1865 de basis voor een Brugs volkskundig museum. In 1936 werd de Bond der Westvlaamsche Folkloristen opgericht, onder impuls van kunstenaar Guillaume Michiels, apotheker Karel De Wolf en Evarist Vanheulenbrouck. De Bond opende op 27 maart 1937 zijn eerste Folkloretentoonstelling in de Concertzaal in de Sint-Jakobsstraat. De tentoonstelling bleef hier twee jaar te bekijken. In 1939 verhuisde de Bond zijn collectie naar de Schermzaal op de eerste verdieping van de Brugse Stadshallen. Door de Tweede Wereldoorlog moest de collectie weer wijken, maar vanaf 1948 was het Folkloremuseum hier zijn vaste plaats, met Michiels als jarenlange, onbezoldigde conservator. 
Eind jaren '60 besloot het Brugse stadsbestuur de collectie elders onder te brengen en kocht het hiervoor de zogenaamde Schoenmakersrente aan, een rij bescheiden werkmanshuizen in de Balstraat. Na grondige renovatie van de huisjes en overdracht van de collectie aan de stad, opende het Museum voor Volkskunde hier op 29 juni 1973. In 1982 werd het geheel uitgebreid met het nieuwbouw hoekhuis De Zwarte Kat, en in 2003 werden nog drie aanpalende woningen in de Rolweg geïntegreerd. 

## Collectie
De collectie bevat allerlei oude voorwerpen uit het alledaagse leven en ambachten van weleer. De vaste collectie is gepresenteerd in verschillende thematische decors: 
- de klas, met houten lessenaars en wandplaten voor aanschouwelijk onderricht
- de schoenmaker
- de klompenmaker
- de kruidenierswinkel
- devotie, met onder meer confrérieschildjes en bedevaartvaantjes
- de kuiper
- spel en vermaak
- pijp en tabak, met een collectie pijpen verzameld door Achiel Van Acker
- de collectie van poppenspel Den Uyl
- de woonkamer
- de spekkenbakker: interieur van suikerbakker Thange
- patacons, gebak en chocolade
- de apotheek - het betreft het interieur van apotheek Vande Vyvere uit de Hoogstraat
- de hoedenmaker
- de kleermaker
- de herberg De Zwarte Kat met verwijzingen naar de culturele club Chat Noir. Een rondleiding eindigt steevast met een drankje in dit estaminet.

## Immaterieel erfgoed
De werking van het museum beperkt zich niet tot het tonen van de voorwerpen van weleer, maar wil de bezoeker de tijd van toen laten herbeleven. Zo worden er volksspelen gehouden in de tuin, en tweemaal per maand wordt er op donderdagnamiddag op ambachtelijke wijze snoep bereid. In de aanloop naar Kerstmis organiseert het Volkskundemuseum jaarlijks een Midwinterfeest.
Sinds de opening van de Zwarte Kat in 1982 is er steeds een zwarte kater thuis in het museum geweest met de naam Aristide. Dit was een idee van Willy Dezutter, die van 1973 tot 2007 directeur was.